# Biegnąca po falach
Biegnąca po falach – żaglowiec, jedna z największych jednostek pływających o napędzie żaglowym na polskich wodach śródlądowych. Jest dwumasztowym żaglowcem otaklowanym jako brygantyna. 

## Dane techniczne
- armator: Yacht Klub Polski Lublin
- rok budowy: 1977
- budowniczy: A. Glegoła
- długość. 14,6 m, z bukszprytem 19,54
- szerokość 3 m
- powierzchnia ożaglowania - maksymalnie do 128 m²

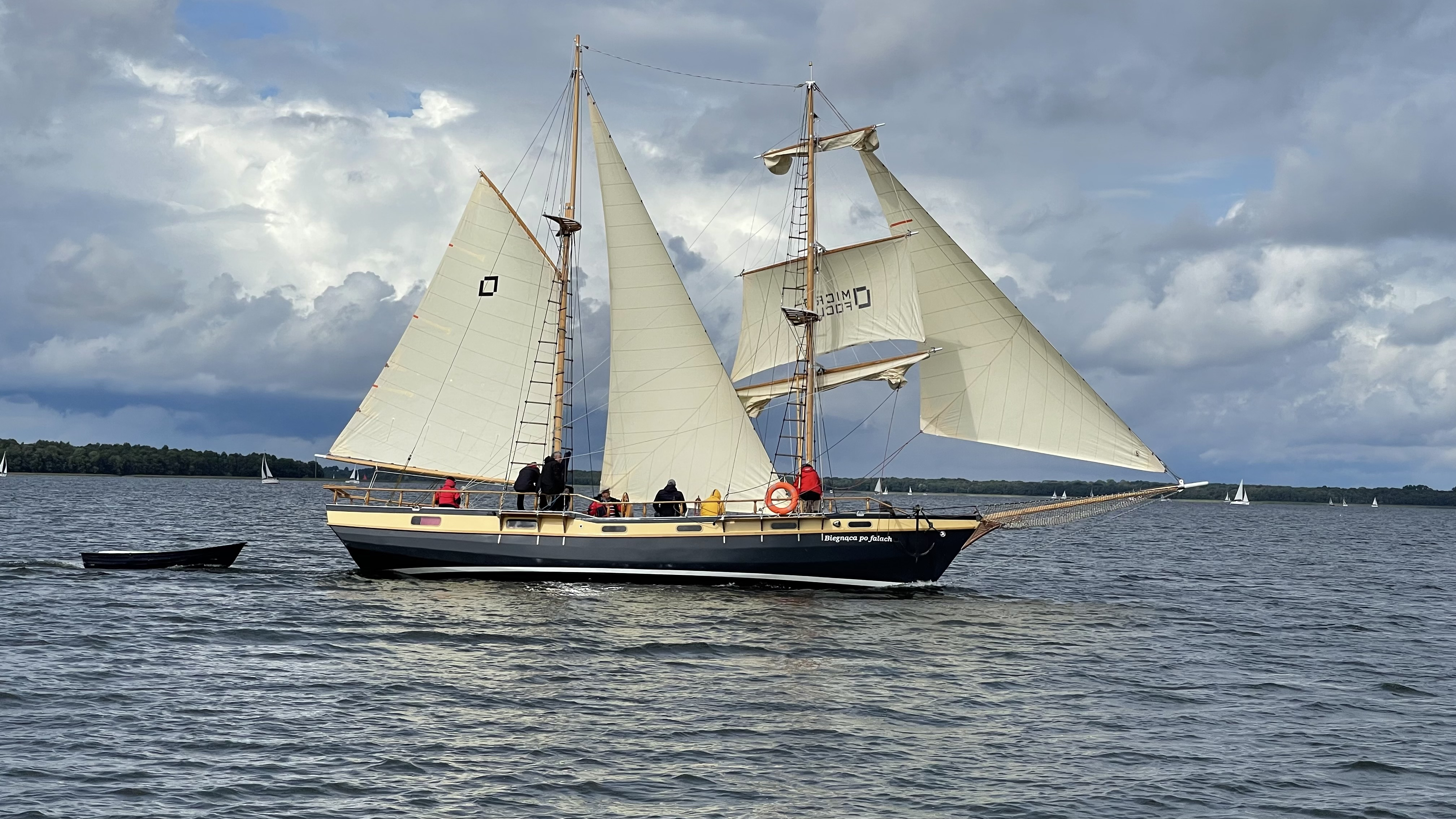

## Zobacz też

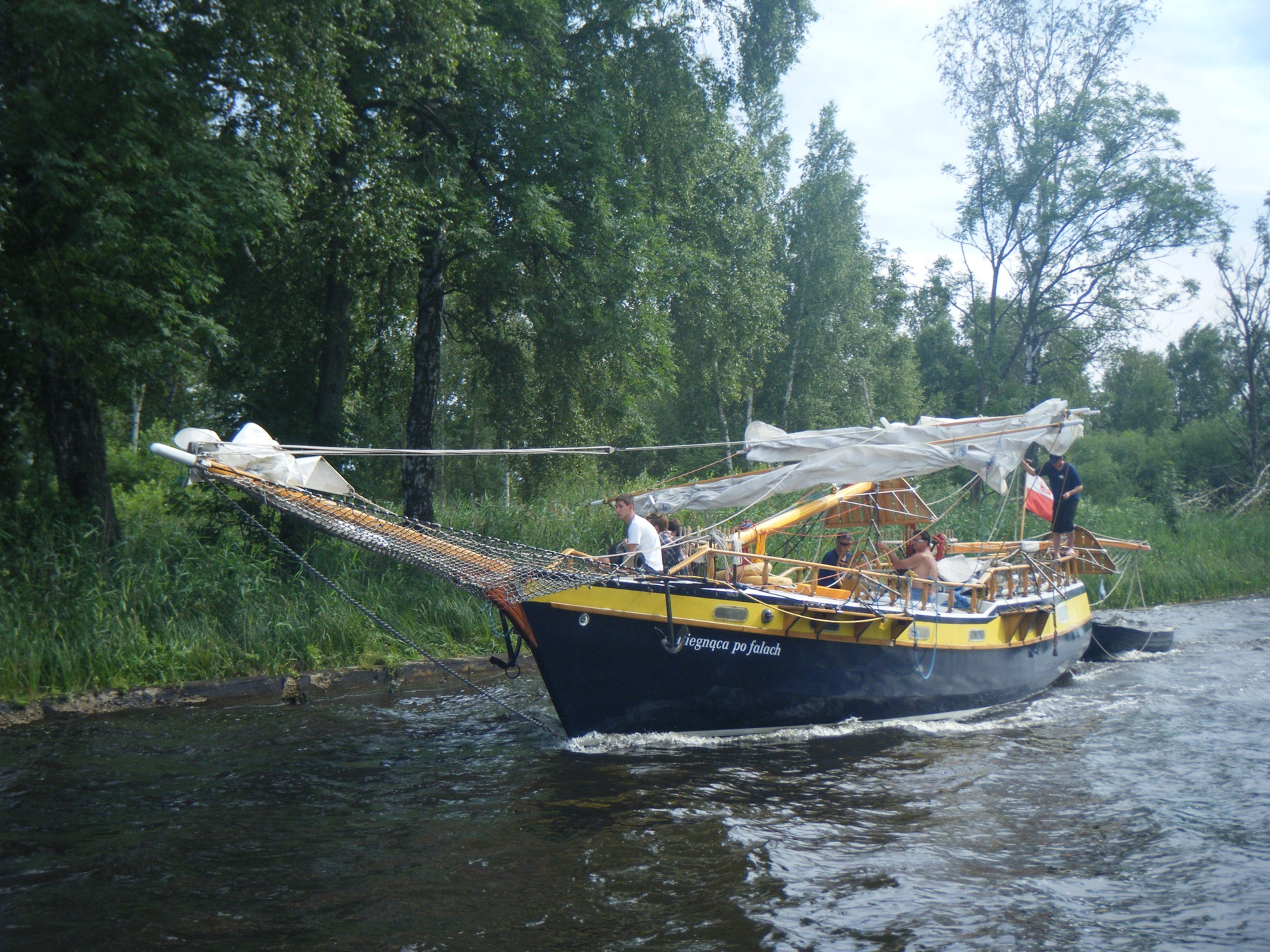